# Helmuth Weidling
Helmuth Otto Ludwig Weidling (Halberstadt, 2 november 1891 - Vladimir, 17 november 1955) was een Duitse generaal die een belangrijke rol speelde bij de verdediging van Berlijn aan het eind van de Tweede Wereldoorlog.
Hitler verkeerde in april 1945 in de veronderstelling dat Weidling zijn troepen tegen de opdrachten in had teruggetrokken en gaf opdracht Weidling te fusilleren. In werkelijkheid bevonden de troepen van Weidling zich in hevige gevechten, slechts een paar honderd meter van de frontlinie.
Nadat Weidling hoogstpersoonlijk aan Adolf Hitler was komen uitleggen dat zijn troepen zich geen meter hadden teruggetrokken, kwam Hitler onder de indruk van het werk van Weidling en benoemde hem tot commandant die de inmiddels kansloze verdediging van de gehele omgeving van het inmiddels in een frontstad veranderde Berlijn moest voeren.
Uitzondering was het regeringsdistrict dat verdedigd werd door soldaten van SS-generaal Wilhelm Mohnke.
Als commandant verbleef Weidling de laatste dagen van de oorlog regelmatig in de Führerbunker waar Hitler later zelfmoord pleegde. Nadat Weidling hoorde dat Hitler zichzelf om het leven had gebracht, gaf hij op 2 mei 1945 de opdracht de vijandelijkheden te staken om daarmee tenminste nog een aantal mensenlevens te kunnen redden.
Weidling werd door de Russen gevangengenomen en zou nooit meer terugkeren. Hij stierf in 1955 op 64-jarige leeftijd in gevangenschap in het krijgsgevangenenkamp Vladimirovka in Vladimir.

## Militaire loopbaan
- Fahnenjunker: lente, 1911[3]
- Leutnant: 18 augustus 1912 (met bevorderingsakte van 23 augustus 1910)[3]
- Oberleutnant:[3]
- Hauptmann: 1 juni 1922[3]
- Major: 1 juni 1932[3]
- Oberstleutnant: 1 september 1935[3]
- Oberst: 1 maart 1938[3]
- Generalmajor: 1 februari 1942[3][2]
- Generalleutnant: 1 januari 1943[3][2]
- General der Artillerie: 1 januari 1944[3][2]

## Decoraties
- Ridderkruis van het IJzeren Kruis op 15 januari 1943 als Generalmajor en Commandant van de 86e Infanteriedivisie / 41e Pantserkorps / 9e Leger / Heeresgruppe Mitte, Oostfront[3][4][5][6]
- Ridderkruis van het IJzeren Kruis met Eikenloof (nr.408) op 22 februari 1944 als General der Artillerie en Bevelvoerende-generaal van het 41e Pantserkorps / 9e Leger / Heeresgruppe Mitte, Oostfront[3][4][5][6]
- Ridderkruis van het IJzeren Kruis met Eikenloof, Zwaarden (nr.115) op 28 november 1944 als General der Artillerie en Bevelvoerende-generaal van het 41e Pantserkorps, Oostfront[3][4][5][6]
- IJzeren Kruis 1914, 1e Klasse (3 maart 1916)[3][6][7] en 2e Klasse (9 oktober 1914)[6][7]
- Erinnerungsabzeichen für die Besatzung der Luftschiffe
- Ridderkruis in de Huisorde van Hohenzollern met Zwaarden[5][7]
- Hanseatenkruis van Lübeck[5]
- Kruis voor Militaire Verdienste (Oostenrijk-Hongarije), 3e Klasse met Oorlogsdecoratie[5][7]
- Duits Kruis in goud op 23 juni 1942 als Generalmajor en Commandant van de 86e Infanteriedivisie, Oostfront[4][6]
- Herhalingsgesp bij IJzeren Kruis 1939, 1e Klasse (12 oktober 1939)[3][5][6] en 2e Klasse (18 september 1939)[3][5][6]
- Medaille Winterschlacht im Osten 1941/42 op 18 augustus 1942[5][6]
- Dienstonderscheiding van Leger en Marine voor (25 dienstjaren) (2 oktober 1936)[5][6]
- Anschlussmedaille[3][5]
- Erekruis voor Frontstrijders in de Wereldoorlog op 5 oktober 1934[3][6]
- Gewondeninsigne in zilver[5] en zwart
- Hij werd eenmaal genoemd in het Wehrmachtsbericht. Dat gebeurde op 9 februari 1944[5][3][8]